# Карпов, Игорь Александрович
Игорь Александрович Карпов (бел. Ігар Аляксандровіч Карпаў; род. 4 июня 1957) — учёный в области инфекционных заболеваний. Член-корреспондент НАН Беларуси. Заведующий кафедрой инфекционных болезней БГМУ. Доктор медицинских наук, профессор. Главный специалист по инфекционным болезням Министерства здравоохранения Республики Беларусь. Народный врач Беларуси (2020).

## Биография
Родился 4 июня 1957 г. 
Окончил среднюю школу № 13 с золотой медалью в 1974 г. и поступил на лечебный факультет Минского государственного медицинского института. В 1980—1982 гг., после окончания лечебного факультета МГМИ, работал в 4-й клинической больнице г. Минска.
В 1982—1985 гг. проходил аспирантуру на кафедре инфекционных болезней того же института; заведующий кафедрой с 1998 г.
В 1996 г. присвоено звание доцента, а в 2003 г. — профессора.
С 2020 г. является заместителем председателя Республиканской межведомственной рабочей группы по преодолению COVID-19.
В 2021 г. избран член-корреспондентом Национальной Академии Наук Беларуси.

## Научная деятельность
Автор более 500 научных публикаций, среди которых:
- 4 монографии
- Более 20 инструкций по применению
- 30 свидетельств на изобретения.

В 1986 г. — Защитил кандидатскую диссертацию «Клиническое значение некоторых факторов иммунитета при менингококковой инфекции и менингитах другой этиологии»;
В 2000 г. — докторскую диссертацию «Клинико-патогенетическое значение симпатоадреналовой системы в развитии септического шока при менингококковой инфекции и пути оптимизации терапии».
И. А. Карпов — ведущий ученый в области вирусных и бактериальных инфекций, диагностики, и психотерапии, изучает клинические особенности актуальных инфекционных заболеваний при лечении ВИЧ-инфекции, хронических вирусных гепатитов, гриппа, COVID-19, бактериальных и вирусных септицемий, неврологических инфекций и госпитальных осложнений. Основные научные исследования, как фундаментальные, так и прикладные, посвящены разработке и внедрению в практику новых оптимальных методов исследований. Под его руководством проведены исследования этиологической структуры ВИЧ, внесены изменения в психиатрическое лечение заболевания, впервые в встранах СНГ создана система оказания помощи ВИЧ-инфицированным пациентам на базе инфекционной больницы. В Республике Беларусь получены новые данные о структуре нейро-инфекционных заболеваний и выявлены новые клинические формы болезни. Разработаны и включены в государственные программы принципы этиологического лечения бактериальных заболеваний, вирусного и бактериального сепсиса, гриппа и COVID-19.
Председатель диссертационного совета БГМУ, член редакционного совета шести научных изданий. Член Европейского общества клинических микробиологов и инфекционных болезней, Международной организации по рациональному применению антибиотиков, Восточноевропейской академии по ВИЧ/СПИД, Руководящего комитета по ВИЧ/СПИД EuroSIDA.

## Награды
- Грамота Министерства образования Республики Беларусь(2004).
- Отличник здравоохранения Республики Беларусь(1998 и 2009).
- Почетная грамота Совета Министров Республики Беларусь.
- Почетная грамота Министерства здравоохранения Республики Беларусь(2000, 2006, 2012).
- Почетная грамота ВАК Республики Беларусь(2012).
- Медаль За трудовые заслуги (Беларусь)(2013).
- Почетная грамота НАН Беларуси(2013).
- Грамота Минского городского Комитета по здравоохранению (2003, 2008, 2015).
- Почетная грамота Национального собрания Республики Беларусь.
- Почётное звание «Заслуженный врач Республики Беларусь»(2017).
- Почётное звание «Народный врач Беларуси» (2020)[5].
- «Учёный года» НАН Беларуси(2022)[6].